# Maison-refuge

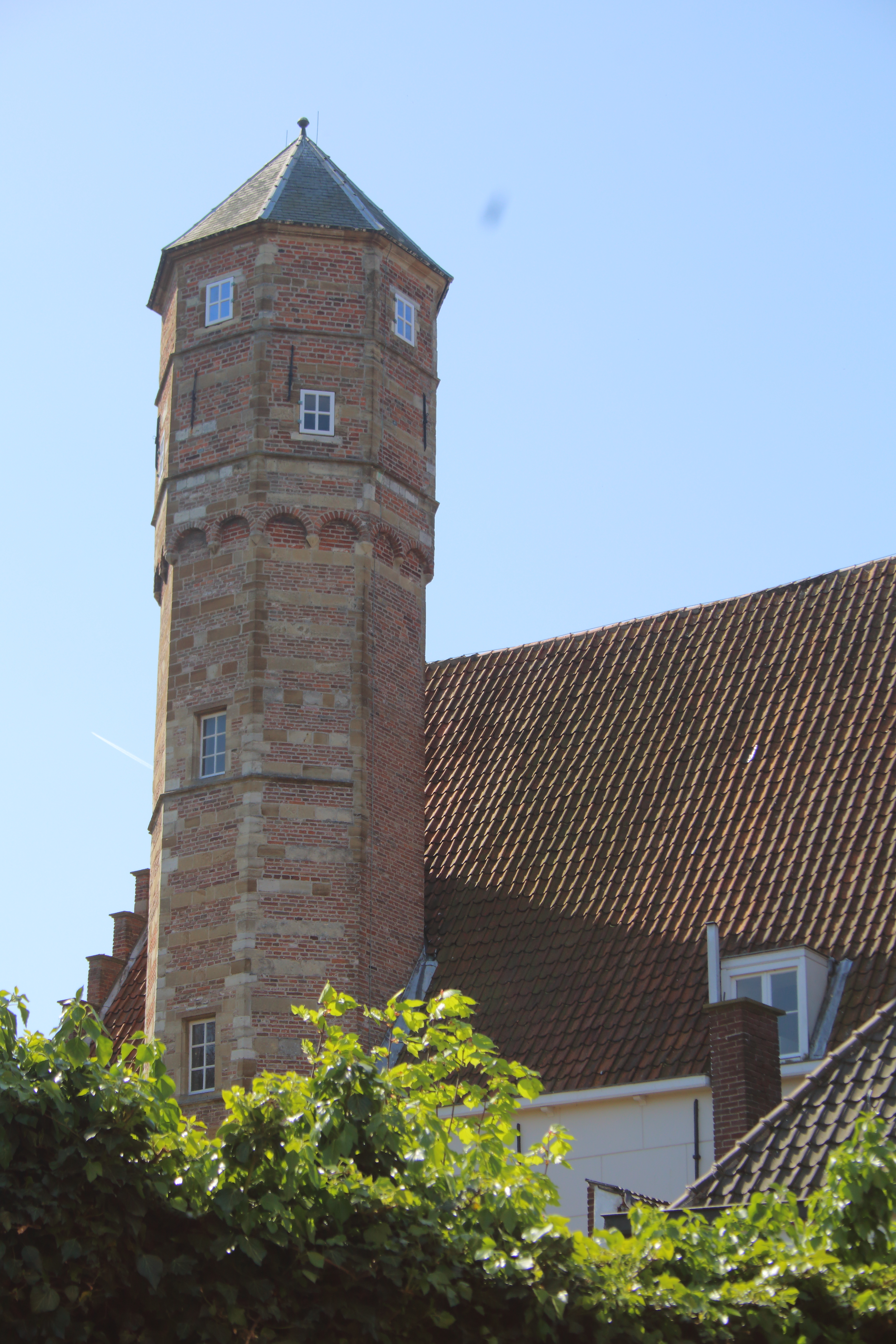
Le refugium de Ten Duinen à Hulst.

Une maison-refuge (en néerlandais refugiehuis), également appelée refuge ou en latin, refugium, était un refuge pour les résidents des abbayes et des monastères où ils pouvaient se rendre dans les périodes où ils ne se sentaient pas en sécurité dans leur résidence principale souvent éloignée en raison de guerres ou d'autres troubles. Il s’agissait souvent d’une maison fortifiée en pierre située à l’intérieur des murs de la ville. Non seulement les moines pouvaient trouver la sécurité dans un refuge mais des objets de valeur et des reliques des monastères y étaient également apportés en période de troubles.
Si un monastère était contraint de fermer quelque part, comme dans les Provinces-Unies des Pays-Bas pendant la Réforme, les religieux s'installaient parfois dans une zone voisine où l'interdiction du monastère ne s'appliquait pas, avec l'intention de revenir le moment venu. Cela s'appelait aussi un refuge. Un exemple typique en est le monastère des Brigittines à Uden, appelé Refuge de Marie (nl) et qui existe toujours. Ce monastère était situé dans le pays de Ravenstein où la vie monastique catholique était autorisée.
Plusieurs maisons de refuge, comme celle de l'abbaye d'Affligem à Anvers, servaient également de presbytère pour loger le curé local de l'église Sainte-Walburge (nl).
Un grand nombre de maisons-refuges ont été conservées :
- la maison-refuge du monastère Ter Hunnepe (nl) à Deventer
- le maison-refuge de l'abbaye de Marienweerd (nl) à Culemborg
- la maison-refuge de Sainte-Gertrude (nl) de Bois-le-Duc
- à Hulst, le refugium de Ten Duinen (nl), la maison-refuge de Baudeloo (nl) et la maison-refuge de Cambron (nl)
- à Maastricht, le refuge de Hocht (nl) et le refuge de Herckenrode (nl)
- à Hasselt, la maison-refuge de l'abbaye de Herkenrode (nl)
- à Brée, la maison-refuge de l'abbaye de Postel (nl)
- à Diest, Het Spijker (nl) et la maison-refuge d'Averbode (nl)
- à Louvain, la maison-refuge de l'abbaye de Villers (nl)
- à Malines, le refuge de Tongerlo (nl), le maison-refuge de Saint-Trond (nl) et le refuge de Villers (nl)
- à Thuin, le refuge de l'abbaye de Lobbes et de l'abbaye d'Aulne
- sur les remparts de Binche, les vestiges de la maison-refuge de l'abbaye de Bonne-Espérance
- à Saint-Trond, la maison-refuge de l'abbaye d'Averbode et celle de l'abbaye de Herkenrode
- à Lierre, le refuge Sint-Merten tot Loven (nl), la maison-refuge Saint-Bernard (nl) et la maison-refuge de l'abbaye de Nazareth (nl)
- à Mons, les maisons-refuges de Cambron, Ghislenghien, Bélian, Liessies, Bonne-Espérance et Aulne.

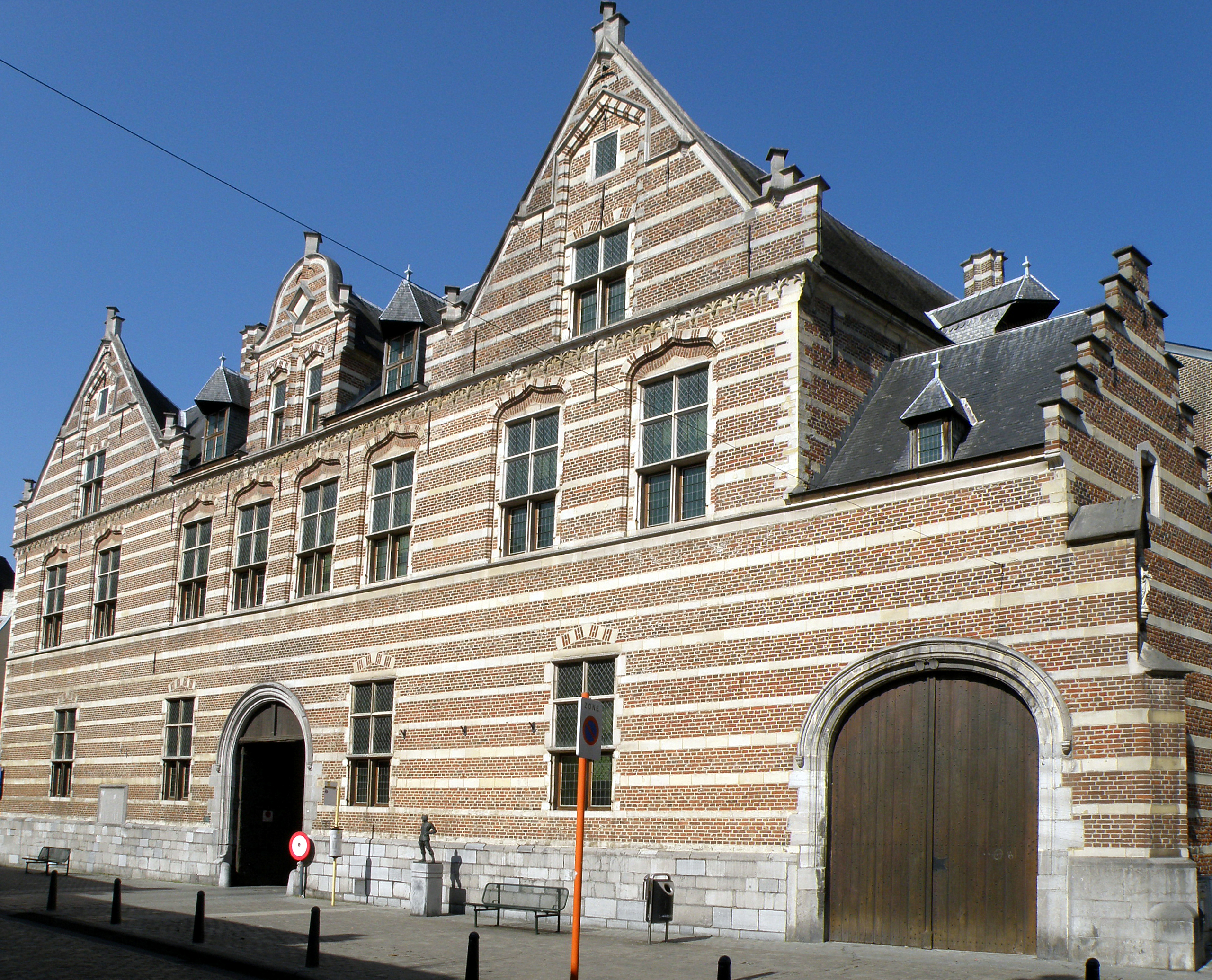
Maison-refuge de l'abbaye de Herkenrode à Hasselt
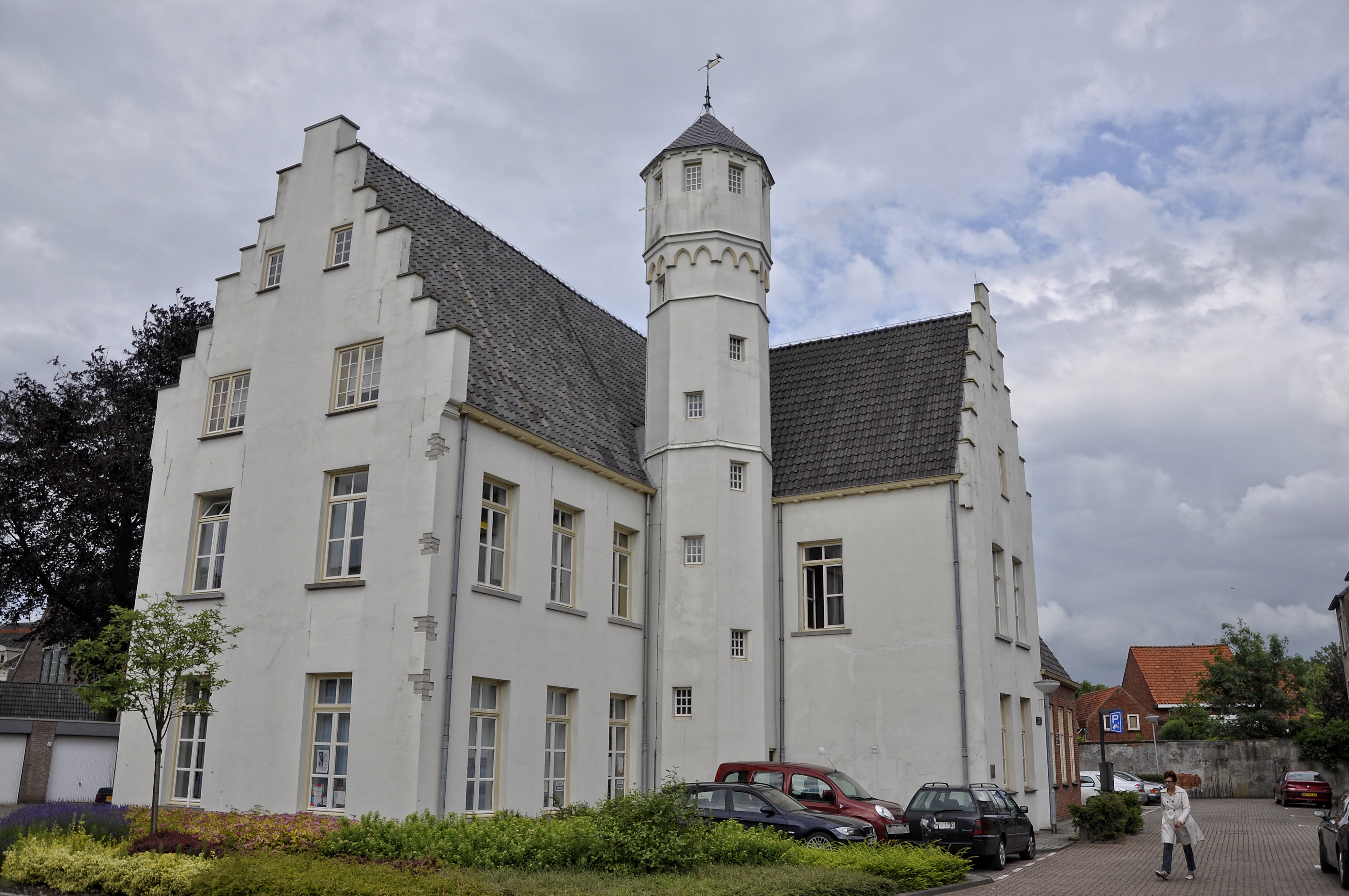
Maison-refuge de Baudeloo à Hulst
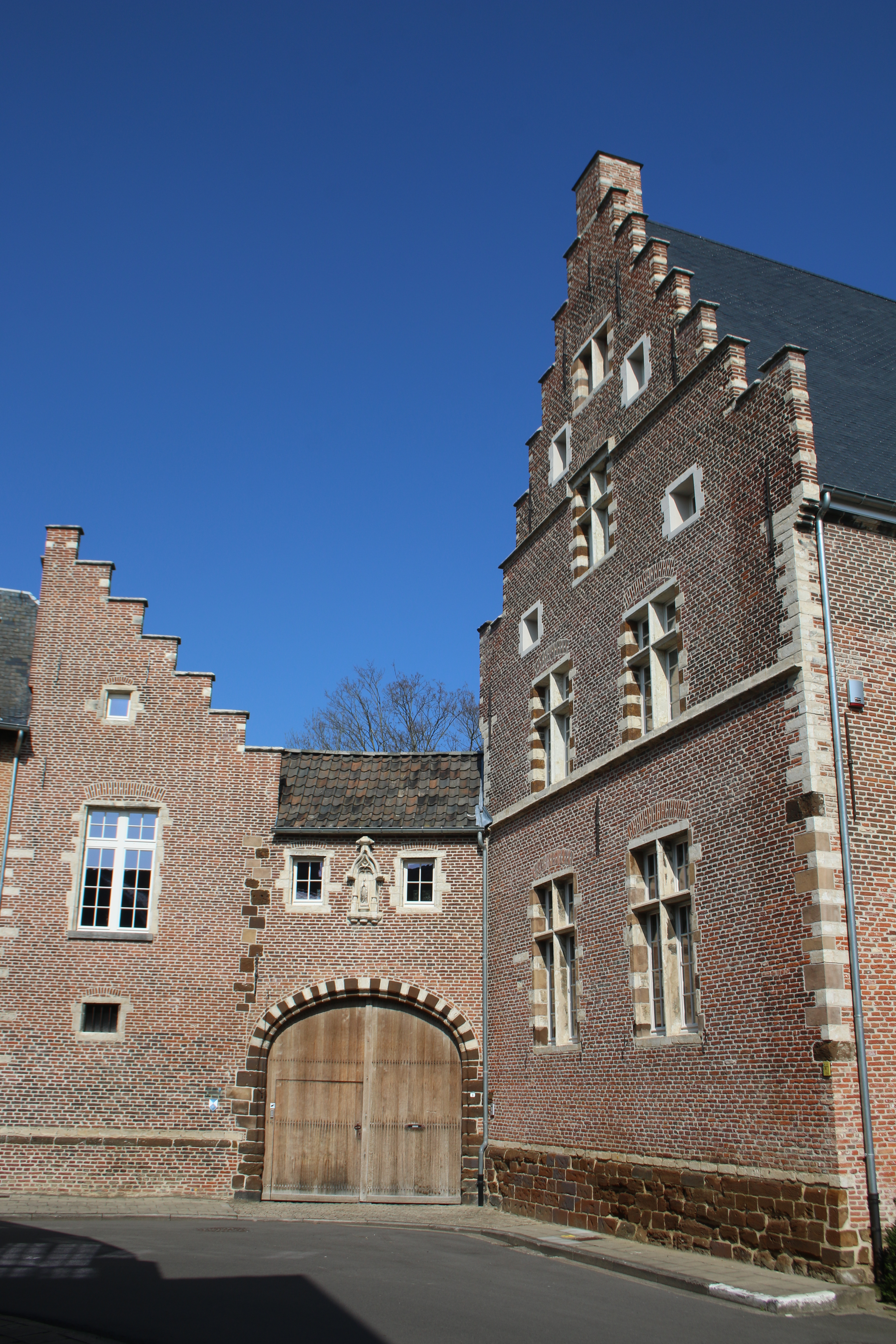
Refugehuis van Averbode à Diest
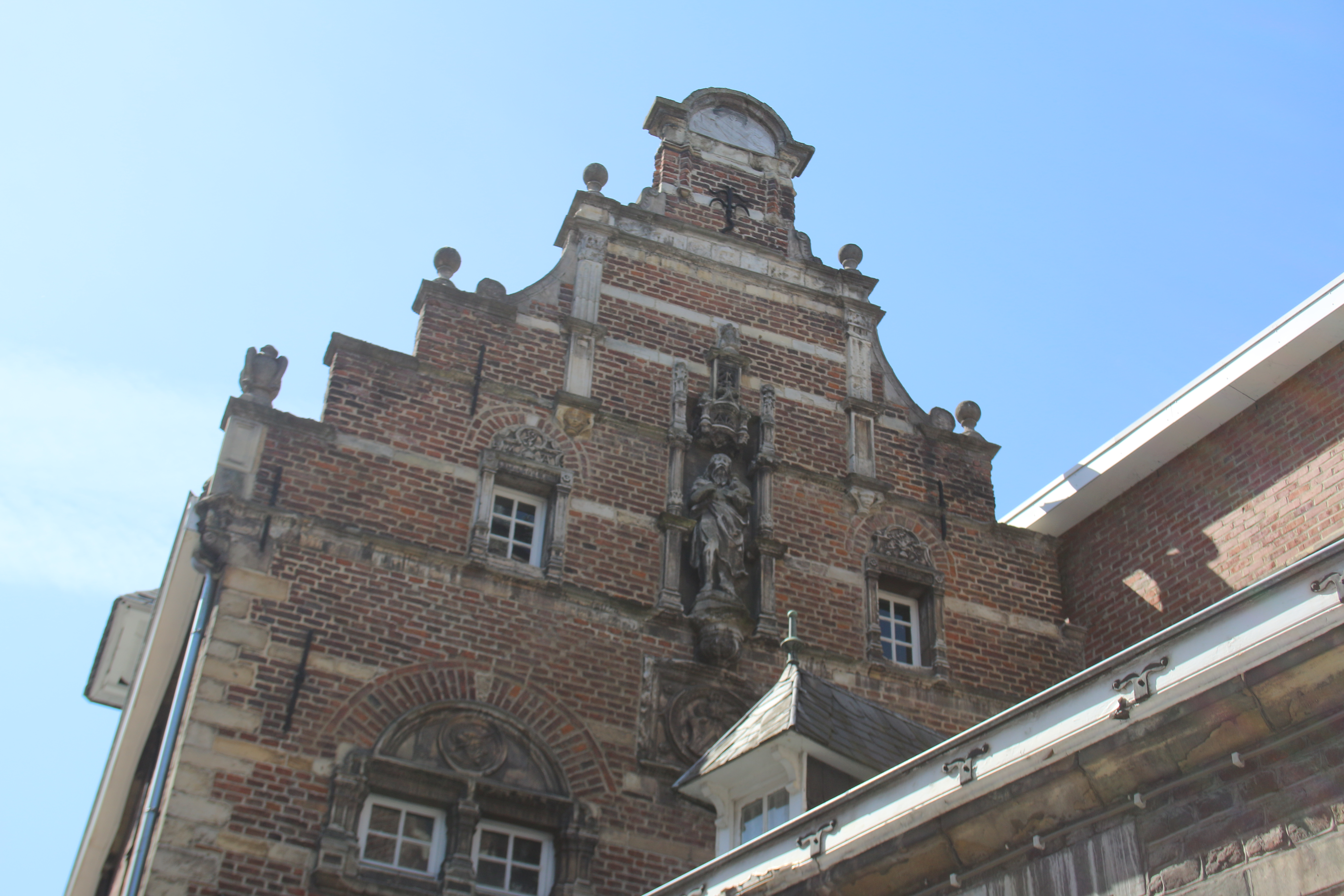
Refugium d'Averbode in Saint-Trond
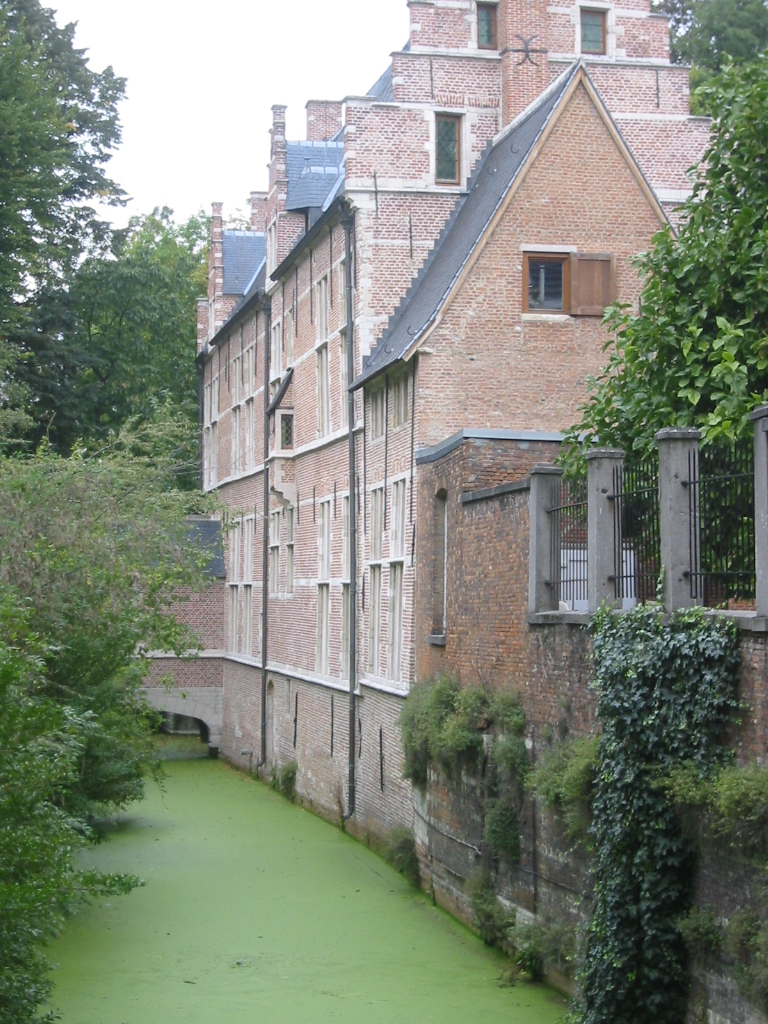
Maison-refuge de Saint-Trond à Malines
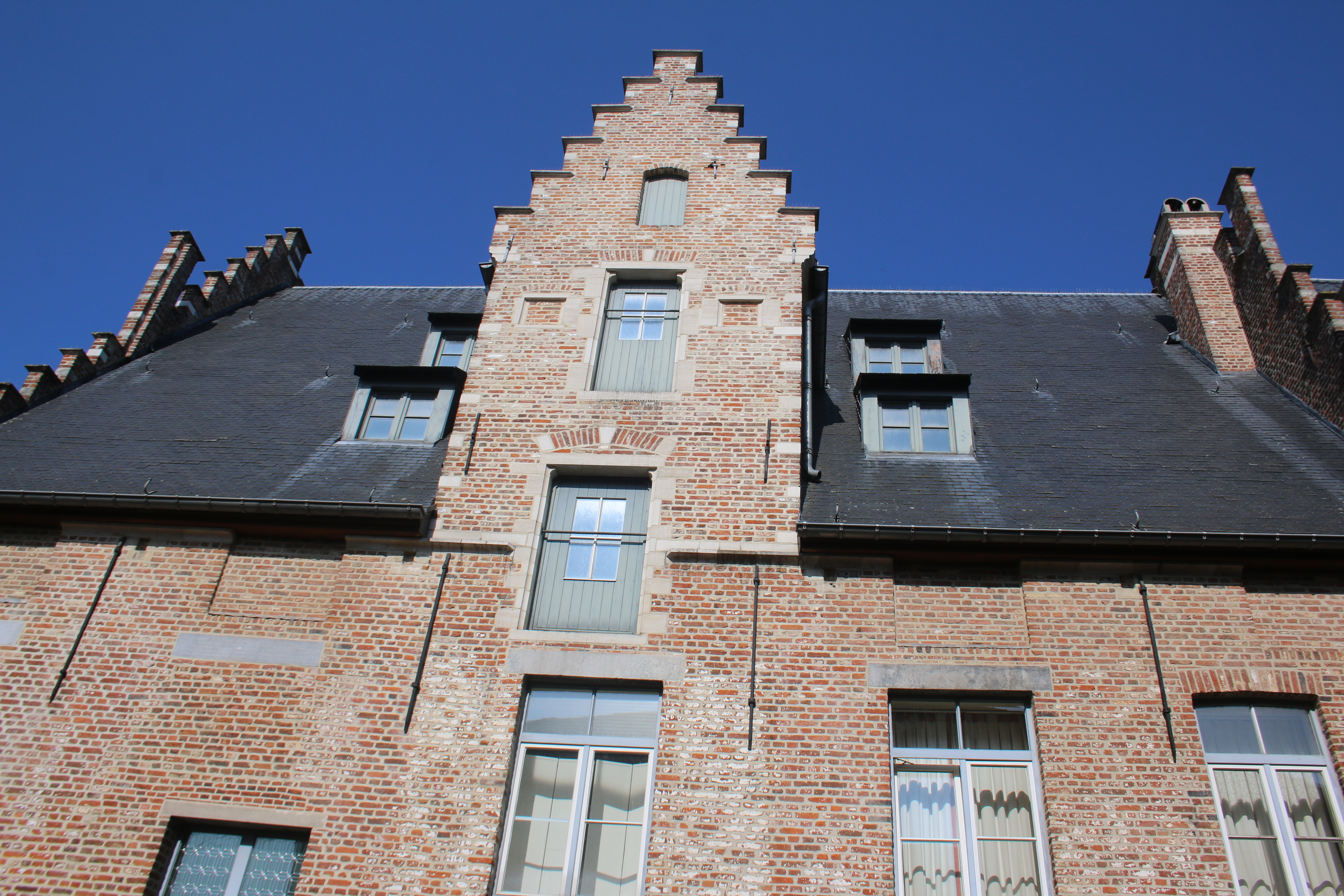
Het Spijker, maison-refuge de Tongerlo à Diest
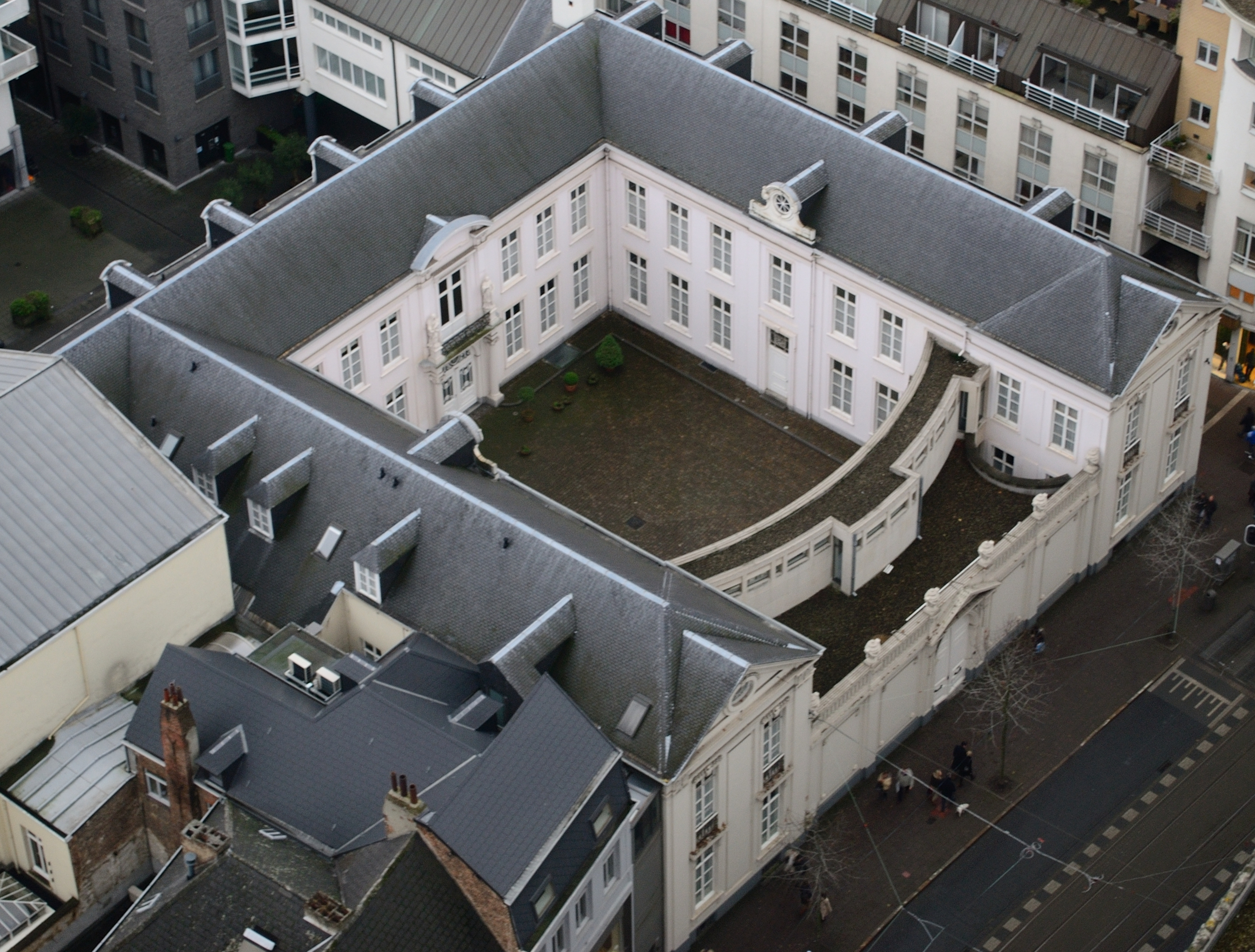
Maison-refuge de l'abbaye de Saint-Bernard-sur-l'Escaut à Anvers, palais épiscopal actuel